# Reidar Aulie

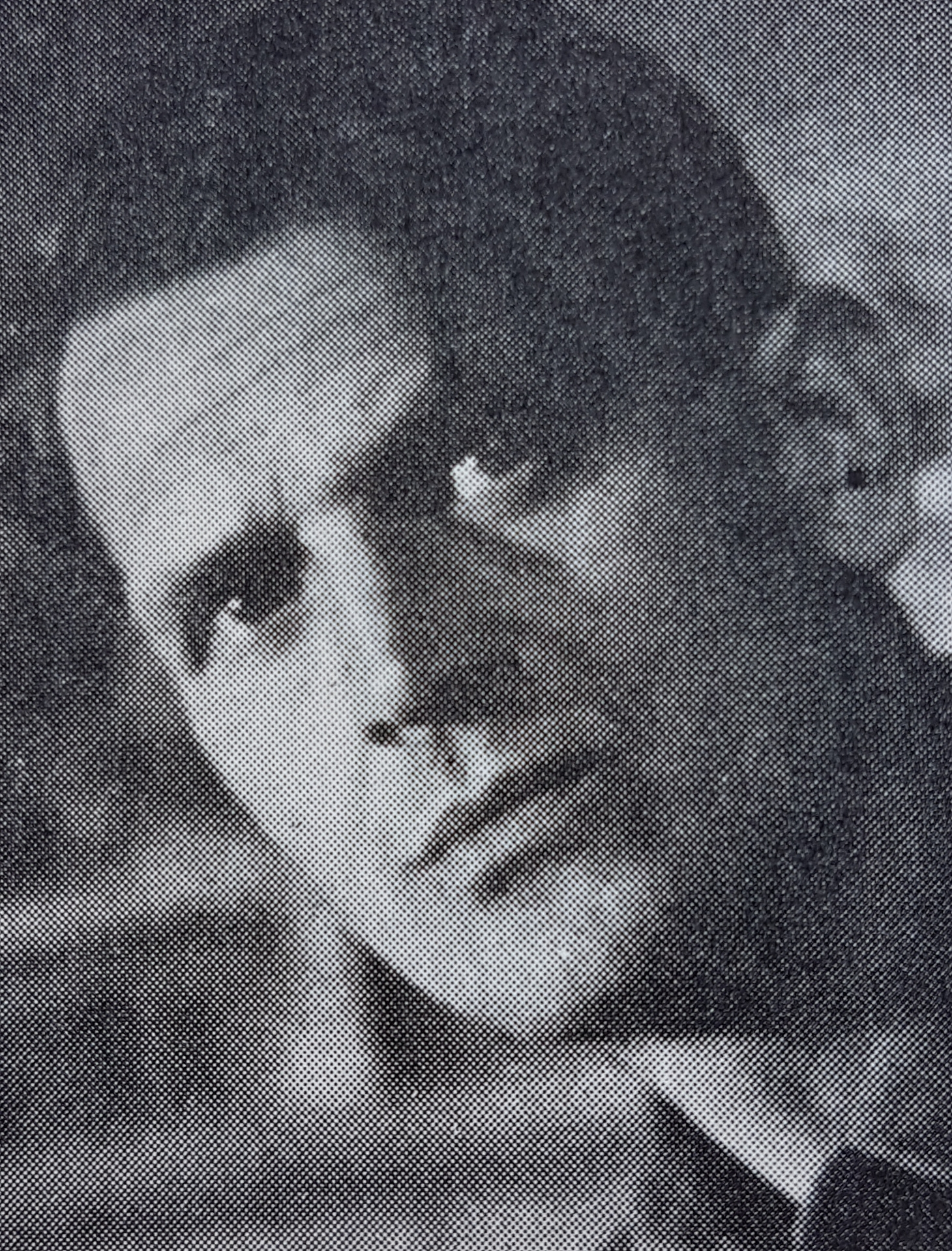
Reidar Aulie

Reidar Aulie, född 13 mars 1904, död 1977, var en norsk konstnär.
Aulie studerade vid norska konstakademien under Christian Krogh och Axel Revold och därefter i Paris. Han representerar tillsammans med Willi Midelfart 1930-talets sociala konst i Norge men behärskas inte som denne av en skarp politisk tendens i målningarna utan visar inflytande från Christian Kroghs måleri. Liksom Sven Erixson hade han ett färgrikt, improvisatoriskt och ornamentalt inslag i sin konst. Målningen Djungeln (1933) på Moderna museet som visar ett industrilandskap i Essen har han tagit intryck av den tyska expressionismen. Från samma år är Morgon på Malmö konstmuseum. Andra kända målningar är den ironiska Våra damer, den groteska Bordell, den desperata Avrättningen och den med Ivar Arosenius och Bror Hjorths konst besläktade S:t Hans-kväll. Bland senare verk märks Strejk och Station. Till hans mera kända målningar hör 9 april 1940 (Nasjonalgalleriet, Oslo), målad 1943 och föreställande en lastbil med en flaggtäckt kista på färd mellan slokande granar. Aulie har även utfört väggmålningar i Oslo kommuns ålderdomshem (1941) och arbetarnas matsal på Spikerverket (1945). Aulie finns representerad vid bland annat Kalmar konstmuseum, Göteborgs konstmuseum, Länsmuseet Gävleborg och Moderna museet i Stockholm.